# Neoplecostomus
Neoplecostomus is een geslacht van straalvinnige vissen uit de familie van de harnasmeervallen (Loricariidae).

## Soorten
- Neoplecostomus bandeirante Roxo, Oliveira & Zawadzki, 2012
- Neoplecostomus botucatu Roxo, Oliveira & Zawadzki, 2012
- Neoplecostomus corumba Zawadzki, Pavanelli & Langeani, 2008
- Neoplecostomus espiritosantensis Langeani, 1990
- Neoplecostomus franciscoensis Langeani, 1990
- Neoplecostomus granosus (Valenciennes, 1840)
- Neoplecostomus langeanii Roxo, Oliveira & Zawadzki, 2012
- Neoplecostomus microps (Steindachner, 1877)
- Neoplecostomus paranensis Langeani, 1990
- Neoplecostomus ribeirensis Langeani, 1990
- Neoplecostomus selenae Zawadzki, Pavanelli & Langeani, 2008
- Neoplecostomus variipictus Bizerril, 1995
- Neoplecostomus yapo Zawadzki, Pavanelli & Langeani, 2008